# 梁旭
梁旭（1962年1月—），安徽淮北人。男，汉族。加入中国共产党。
曾任海军某基地司令员、海军航空兵学院副院长等职。2016年，任东海舰队航空兵副司令员。
2013年，当选第十二届全国人民代表大会解放军代表。
2019年10月1日，在庆祝中华人民共和国成立70周年大会阅兵式上率海军方队。